# Agramma
Agramma är ett släkte av insekter. Agramma ingår i familjen nätskinnbaggar.
Släktet innehåller bara arten Agramma laetum.